# Очікування (фільм, 1966)
«Очікування» — радянський короткометражний художній телефільм режисера Леоніда Марягіна. Його перша самостійна робота. Знятий творчим об'єднанням «Телефільм» на замовлення Центрального телебачення СРСР на кіностудії «Мосфільм» в 1966 році.

## Сюжет
Листоноша Тася Коричева, яка самотньо і сумно жила в невеликому селищі, допомагає відрядженому отримати такий необхідний йому грошовий переказ. Вдячний за допомогу геолог (він везе зразки пробурених порід і повинен розрахуватися з робітниками і човнярем) тепло розлучається з дівчиною, обіцяючи незабаром надіслати лист. На мить їй здається, що це і є той самий чоловік, зустріч з яким вона чекала все своє життя.

## У ролях
- Галина Польських —  Таїсія Коричева, листоноша
- Станіслав Любшин —  Роберт Самсонов, геолог
- Олександра Дорохіна —  доярка
- Микола Парфьонов —  бухгалтер
- Віктор Філіппов —  Почечуєв

## Знімальна група
- Сценарист:  Олександр Рекемчук
- Режисер-постановник:  Леонід Марягін
- Головний оператор:  Віктор Шейнін
- Композитор:  Леонід Афанасьєв
- Художник-постановник:  Борис Чеботарьов
- Оператор:  Павло Лебешев